# Anosia lotis
Anosia lotis är en fjärilsart som beskrevs av Pieter Cramer 1779. Anosia lotis ingår i släktet Anosia och familjen praktfjärilar. Inga underarter finns listade i Catalogue of Life.